# Томас Британський
Томас Британський — англо-нормандський поет XII століття, мабуть, при дворі Генріха II Плантагенета і Елеонори Аквитанської. Які-небудь біографічні відомості про нього відсутні.
Томасу належить найбільш рання зі збережених версій лицарського роману «Трістан та Ізольда». До нього сходять більшість наступних версій історії про Трістана та Ізольду: невелика французька поема «Трістан-юродивий» (за оксфордськом рукописом), німецький віршований роман Готфріда Страсбурзького «Трістан» (продовжений Ульріхом фон Тюргеймом і Генріхом фон Фрейбергом), прозова норвезька сага ченця Роберта, англійська поема «Сер Трістрем», італійські прозові версії.
«Роман про Трістана» виявляє не подоланий до кінця вплив початкового джерела сюжету — піктиських, валлійських та ірландських народних легенд. Томас безсумнівно знав твори Роберта Васа і прагнув приурочити легендарні події, про які він розповідав, до певного історичного моменту (до того VI століття, в якому імовірно жив король Артур).
Збережені фрагменти — це досить короткі розповідні частини, стрімкі діалоги і довгі монологи, в яких незмінно наростає напруга. Ці монологи немов би складаються в сумний діалог Трістана та Ізольди, які продовжують вести уявний діалог на відстані напередодні нової зустрічі.
Роман Томаса зазвичай називають «куртуазною версією» легенди про Трістана та Ізольду (на відміну від «простої» версії Беруля).
Томасу приписують також поему «Горн».